# Chizkijášův tunel

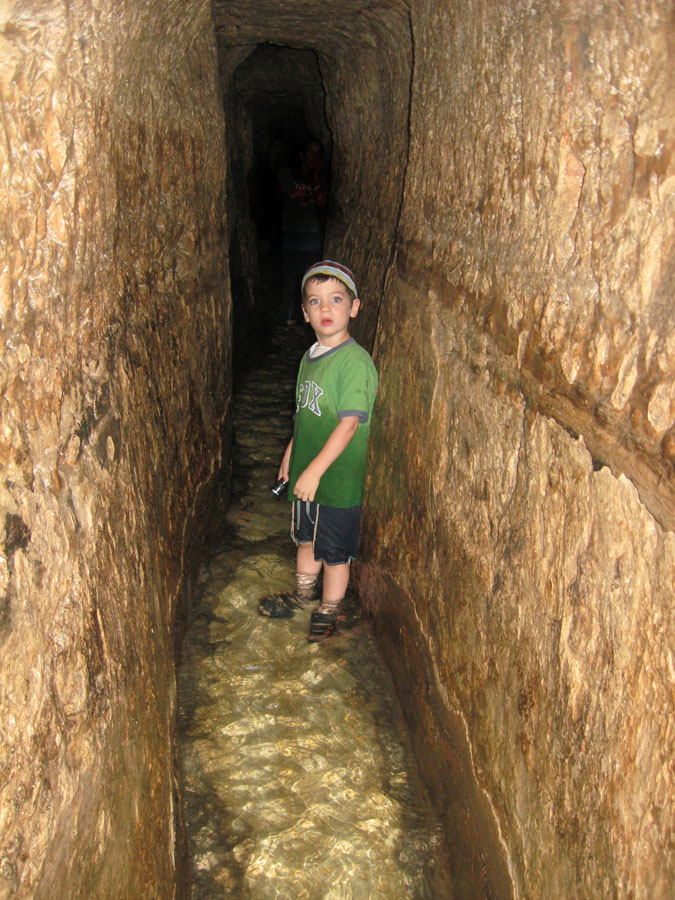
Chizkijášův tunel 2010

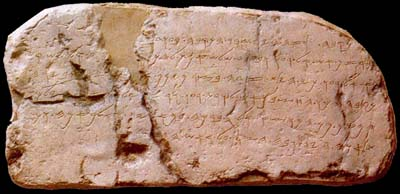
Šiloašský nápis

Chizkijášův tunel (též tradičně Ezechiášův tunel) nebo Šiloašský tunel (též tradičně Silojský tunel, hebrejsky נִקְבַּת השילוח, Nikbat HaŠiloach) je tunel vykopaný pod Městem Davidovým v Jeruzalémě před rokem 701 př. n. l. za vlády krále Chizkijáše (Ezechiáše). Zmínka o tunelu je v biblické 2. knize královské. Bible nám dále sděluje, že Chizkijáš připravoval Jeruzalém na obléhání Asyřany tím, že „zasypal horní vody Gichónu a svedl je spodem přímo na západ do Města Davidova.“ Tunel je spolehlivě datován jednak Šiloašským nápisem, textem vytesaným do stěny tunelu, jednak stářím organických látek v původní omítce. Je to jedna z mála dochovaných staveb z 8. stol. př. n. l., kterou návštěvník může nejen vidět, ale i vstoupit do ní a projít z jednoho konce na druhý.
Tunel, který vede od Gichonského pramene k rybníku Šiloach, sloužil jako akvadukt k zásobování vodou během hrozícího obležení Asyřany, vedenými Sancheribem. Křivkovitý tunel je 533 m dlouhý se spádem 30 cm (0,6 ‰) mezi oběma konci, a přiváděl vodu z Gichonského pramene do rybníka.
Podle Šiloašského nápisu kopaly tunel současně z obou konců dvě čety kopáčů, které se nakonec setkaly uprostřed. Nápis je dnes částečně nečitelný, takže původně mohl obsahovat více informací. Z tunelu samotného je zřejmé, že v průběhu kopání byl směr kopání několikrát opravován.  Nedávné poznatky vyvrátily domněnku, že tvar tunelu vznikl využitím a rozšířením přirozených krasových dutin.
Obtížný výkon dvou čet, pracujících z obou konců tak, že se setkají uprostřed, se dnes vysvětluje tak, že byly navigovány z povrchu bušením do pevného kamene, kudy byl tunel prokopáván.

## Účel a původ

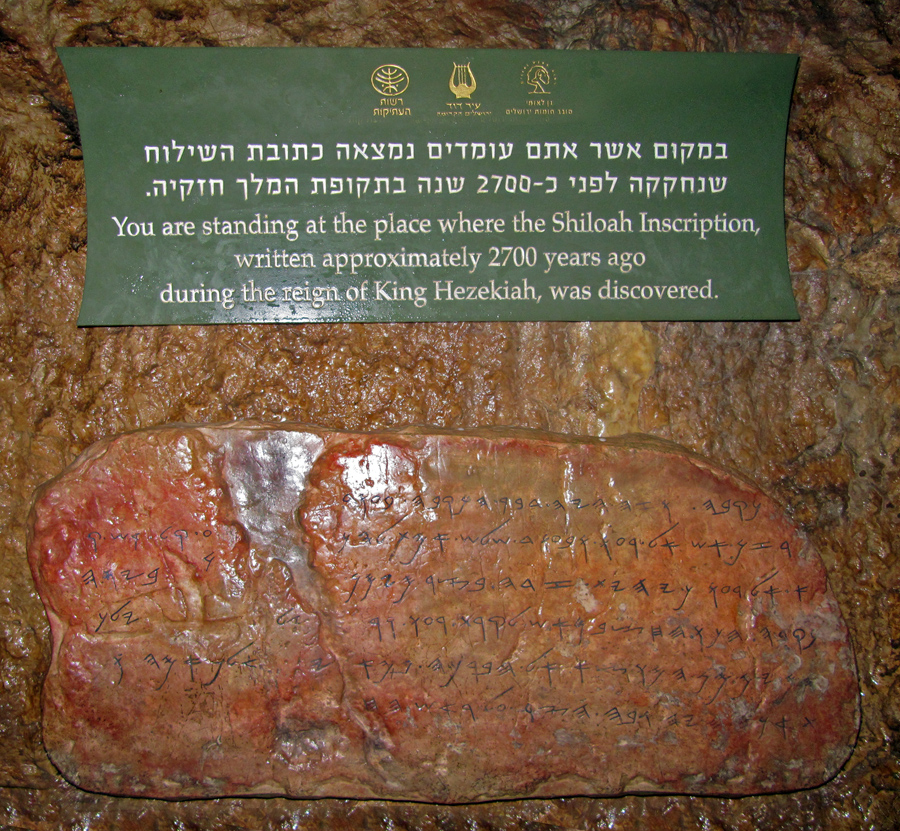
Kopie nápisu na místě nálezu v Chizkijášově tunelu

Město Davidovo, založené na horském hřbetu, bylo téměř ze všech stran přirozeně chráněno, mělo však tu nevýhodu, že jeho hlavní zdroj pitné vody, Gichonský pramen, je na úbočí spadajícím do Kidrónského údolí. To představuje vojenskou slabinu, neboť hradba, pokud měla být dostatečně vysoká, aby se dala bránit, musela pramen ponechat venku, takže za obléhání by se město ocitlo bez vody.
Bible líčí, že král Chizkijáš (asi 8. stol. př. n. l.), v obavě před asyrským obléháním zakryl vyústění pramene pod městem a odvedl vodu tunelem do rybníka Šiloach. Dnes je již známo, že podzemní systém objevený Warrenem už předtím sloužil jako mohutné opevnění Gichonského pramene; Warrenova šachta není vodovod, takže voda z ní musela být vynášena v nádobách – což se zřejmě Chizkijášovi jevilo jako nevyhovující.
V roce 1899 byl objeven jiný starý kanál, který také vedl od Gichonského pramene do oblasti Šiloašského rybníku, avšak přímější cestou. Tento kanál se dnes nazývá Kanál ze střední doby bronzové podle období, kam byl datován. Ronny Reich určil, že byl vybudován kolem 1800 př. n. l. (ve střední době bronzové), takže voda byla z pramene odváděna již mnoho století před Chizkijášem. Vybudován byl původně jako 7 m hluboká strouha, překrytá velkými kamennými překlady (zamaskovanými následně zelení). Je užší než tunel, ale přesto je téměř v celé délce průchozí. Kromě téměř metr vysokého vyústění u Šiloašského rybníka má kanál několik menších postranních vývodů, kterými byly zavlažovány zahrady na svahu Kidrónského údolí.  Chizkijášův tunel měl nahradit tento starší kanál, který mohl být při obležení snadno objeven a zničen obléhající armádou.
Chizkijášovým tunelem, objeveným r. 1838 americkým biblickým badatelem Edwardem Robinsonem, se dá dnes projít z jednoho konce na druhý.

## Biblické zmínky
Biblické zmínky o Chizkijášově tunelu:
| „                          | O ostatních příbězích Chizkijášových, o všech jeho bohatýrských činech a jak udělal rybník a vodovod, jímž přivedl vodu do města, se píše, jak známo, v Knize letopisů králů judských. | “ |
| — 2Král 20, 20 (Kral, ČEP) | |   |

| „                           | Když uviděl Chizkijáš, že Sancheríb přitáhl a že se chystá do boje proti Jeruzalému, dohodl se s velmoži a bohatýry, že zasypou vodní prameny, které byly vně za městem, a ti mu poskytli pomoc. Shromáždilo se množství lidu a zasypali všechny prameny i potok, který protékal středem země. Řekli: Proč mají asyrští králové najít tolik vody, až přitáhnou? | “ |
| — 2Kron 32, 2–4 (Kral, ČEP) | |   |

| „                          | Chizkijáš zasypal horní vody Gichónu a svedl je spodem přímo na západ do Města Davidova. | “ |
| — 2Kron 32, 20 (Kral, ČEP) |                                                                                          |   |